# Generationsskifte (erhverv)
 For alternative betydninger, se Generationsskifte. (Se også artikler, som begynder med Generationsskifte)
Generationsskifte i familievirksomheder sker, når den yngre generation overtager familievirksomheden. Det kan være både søn og datter der overtager virksomheden. 
Et generationsskifte i en virksomhed betyder en hel eller delvis overdragelse af ejerskabet. Generationsskiftet sker oftest som følge af ejerens alder og kan både ske ved arv eller i levende live. Hvis generationsskiftet ikke er planlagt, vil virksomheden overgå til arvingerne. 

## Omfang
Det anslås, at omkring halvdelen af de virksomheder, der blev grundlagt i 1960’erne står overfor at skulle overdrage virksomheden til næste generation. Erhvervsstyrelsen anslår, at 10.500 familieejede virksomheder vil stå overfor et generationsskifte i perioden 2014-2024.

## Betydning
Erfaringer viser, at et generationsskifte er en milepæl i virksomhedens historie. Et generationsskifte er oftest omkostningstungt for den enkelte virksomhed, fordi det kræver både menneskelige og økonomiske ressourcer at gennemføre.
I de tilfælde, hvor generationskiftet bliver for dyrt eller børnene ikke vil overtage virksomheden, ender det oftest med salg til fremmede ejere eller lukning af selskabet.

## Økonomi
Et generationsskifte er ressourcekrævende. Beregninger viser, at et generationsskifte koster en virksomhed mellem 25 og 76 pct. af dens egenkapital.
Ved et generationsskifte med succession skal en dansk virksomhed betale udbytteskat på 42 pct. samt bo- og arveafgift på 15 procent. I årene 2016-2019 var skatten nedsat. Lande som Norge, Sverige o.a har ikke skat på generationsskifte.

## Personlige aspekter
De personlige aspekter i et generationsskifte er også en udfordring. Virksomhedsejeren har ofte svært ved at give sit livsværk videre, og det er ikke sikkert, at børnene ønsker at spille en central rolle i virksomheden fremover. 